# Straßenbahn Brattleboro
Die Straßenbahn Brattleboro war der Straßenbahnbetrieb der Stadt Brattleboro im US-Bundesstaat Vermont, der von 1895 bis 1923 bestand.

## Geschichte
1893 wurde die Brattleboro Street Railroad Company gegründet, die eine elektrische Straßenbahn von Brattleboro nach West Brattleboro bauen wollte. Eine Bürgerinitiative gegen die Straßenbahn formierte sich. Sie wurde auch von Rudyard Kipling unterstützt, der in der Nähe von Brattleboro lebte und der im Februar 1895 einen Brief an den Vorsitzenden der Initiative, einen ortsansässigen Anwalt, schrieb:

“... Should the trolley-line be made through the steep, narrow and tortous streets of the town I should find myself entirely cut off from my present railway-station and base of supplies; for no man who has had experience of trollies and their workings would willingly risk the lives of his family or his horses by exposing them to the daily chances of accident from direct collision with the cars, from fallen wires or from runaways. ...”

„... Sollte die Straßenbahnstrecke durch die steilen, schmalen und kurvenreichen Straßen der Stadt gebaut werden, werde ich vollkommen abgeschnitten sein von meinem derzeitigen Bahnhof und den Geschäften; denn niemand, der Erfahrung mit Straßenbahnen und ihrer Arbeitsweise hat, würde freiwillig das Leben seiner Familie oder seiner Pferde dadurch riskieren, dass er sie den täglichen Unfallgefahren durch direkte Zusammenstöße mit den Wagen, durch herabfallende Oberleitungen oder durch Bahnen, die führerlos wegrollen, aussetzt. ...“

Trotz der Opposition wurde die Bahn im Laufe des Frühjahres 1895 gebaut und am 30. Juli zwischen Prospect Hill (Washington Street/Central Street) und West Brattleboro (Western Avenue/Greenleaf Street) feierlich eröffnet. Die Strecke verlief durch die Central Street, Pine Street, Canal Street, Main Street, Putney Road, Park Place, Chapin Street, Oak Street, High Street und Western Avenue. Betriebshöfe befanden sich in der Pine Street (Ecke Central Street) und in der Western Avenue in Centerville, östlich der Kreuzung Guilford Street. An der Kreuzung Main Street/Vernon Street befand sich der Bahnhof der Stadt. Die Bahnen verkehrten von ca. 6:30 Uhr bis 21:30 Uhr alle 30 Minuten. Neben dem Personentransport beförderte die Bahn gelegentlich Güter. Der Güterwagen wurde hierzu an Personentriebwagen angehängt.
1906 erwarb die Twin State Gas and Electric Company die Straßenbahn. Bis dahin hatte die Bahn ihren Fahrstrom von der Brattleboro Gas Light Company gekauft. Um einige Textilfabriken anzubinden, wurde die Strecke 1911 über die Washington Street und South Main Street bis zur Kreuzung Cotton Mill Hill verlängert, wodurch sich die Gesamtlänge der Strecke auf etwa neun Kilometer erhöhte. 1917 wurde der Einmannbetrieb eingeführt und die Fahrer übernahmen die Aufgaben eines Schaffners mit. Schon bald erkannte man jedoch, dass sich der Betrieb nicht mehr rentieren wird und am 29. August 1923 verkehrten die letzten Straßenbahnen in Brattleboro. Busse übernahmen die Beförderungsaufgaben am folgenden Tag.

## Fahrzeuge
Alle neuen Fahrzeuge der Bahn wurden von der Firma Wason Manufacturing Company aus Springfield (Massachusetts) gekauft. Die Hersteller der gebraucht gekauften Fahrzeuge sind nicht bekannt.
| Nr.        | Fahrzeugtyp        | Baujahr | Bemerkungen                                                                                     |
| ---------- | ------------------ | ------- | ----------------------------------------------------------------------------------------------- |
| 1, 5, 6, 8 | geschlossener Tw   | 1895    | 1917 außer Dienst, Tw 6 bereits früher                                                          |
| 2–4        | offener Tw         | 1895    |                                                                                                 |
| 1', 5', 8' | geschlossener Tw   | 1917    | Tw 8 wurde nach 1923 nach West Dummerston an privat verkauft und verblieb dort etliche Jahre    |
| 6'         | geschlossener Tw   | ?       | gebraucht gekauft, nach kurzer Zeit wieder abgegeben                                            |
| 7          | flacher Güterwagen | ?       |                                                                                                 |
| 9          | offener Tw         | ?       |                                                                                                 |
| 10         | Schneepflug        | ?       |                                                                                                 |
| 17         | geschlossener Tw   | ?       | 1918 von der Bristol County Street Railway gebraucht gekauft, nach kurzer Zeit wieder abgegeben |